# Lithosoma penichra
Lithosoma penichra är en sjöstjärneart som beskrevs av Fisher 1917. Lithosoma penichra ingår i släktet Lithosoma och familjen ledsjöstjärnor. Inga underarter finns listade i Catalogue of Life.